# SMS Novara (1913)
Le SMS Novara était le navire de tête de la classe Novara de 3 croiseurs éclaireurs construit par l'Autriche-Hongrie à partir de 1912.
Construit par le chantier naval Danubius entre décembre 1912 et janvier 1915, le Novara était le troisième et dernier membre de sa classe à entrer en service, environ six mois après le début de la guerre. Il était armé d'une batterie de neuf canons de 10 cm de calibre 50 et avait une vitesse maximale de 27 nœuds (50 km/h).
Le navire a été largement utilisé pendant la Première Guerre mondiale, en raison des stratégies prudentes adoptées par la flotte austro-hongroise et ses adversaires de la Triple-Entente. Le Novara a été fréquemment utilisé pour attaquer les navires ennemis et le barrage d'Otrante, notamment lors d'une patrouille en novembre 1915 où il a détruit un sous-marin français échoué. Ces opérations ont culminé avec la bataille du détroit d'Otrante en mai 1917, la plus grande bataille navale de la campagne de l'Adriatique. Là, avec ses deux navires-jumeaux (sister ship) ont coulé quatorze harenguiers, mais il a été gravement endommagé par un croiseur britannique et a dû être remorquée au port. Le Novara a participé à la mutinerie de Cattaro en janvier 1918 et a conduit les navires loyalistes en lieu sûr.
Le Novara changea plusieurs fois de mains à la fin de la guerre, étant d'abord transféré au royaume de Yougoslavie, un État successeur de l'Autriche-Hongrie, puis à la France comme prise de guerre selon les termes du traité de Saint-Germain-en-Laye. Commandé dans la flotte française sous le nom de Thionville, le navire a servi de 1920 à 1932 comme navire-école, et de 1932 à 1941 comme navire-caserne à Toulon avant d'être démoli pour la ferraille.

## Conception et description
Le navire mesurait 130,64 mètres (428 ft 7 in) de longueur hors-tout, avec une largeur de 12,79 mètres (42 ft 0 in). Le Novara avait un tirant d'eau moyen de 4,6 mètres (15 ft 1 in) et déplaçait 3 500 tonnes métriques (3 400 tonnes longues) à charge normale. À pleine charge, il déplaçait 4 017 tonnes métriques (3 954 tonnes longues). Son système de propulsion était constitué de deux ensembles de turbines à vapeur AEG-Curtis entraînant deux arbres d'hélice. Elles étaient conçues pour fournir 25 600 chevaux-vapeur sur les arbres (19 100 kW) et étaient alimentées par 16 chaudières à tubes d'eau Yarrow. Le Novara transportait environ 710 tonnes métriques (700 tonnes longues) de charbon, ce qui lui donnait une autonomie d'environ 1 600 milles nautiques (3 000 km) à 24 nœuds (44 km/h). Le navire avait un équipage de 340 officiers et hommes
Le Novara était armé de neuf canons de 10 cm de calibre 50 montés sur un seul socle. Trois étaient placés à l'avant sur le gaillard d'avant, quatre étaient situés au milieu du navire, deux de chaque côté, et deux étaient côte à côte sur le pont de quart. Un canon antiaérien Škoda 7 cm/50 K10 et six tubes lance-torpilles de 53,3 cm dans des supports doubles ont été ajoutés en 1917. La marine prévoyait de retirer les canons du gaillard d'avant et du gaillard d'arrière et de les remplacer par des canons de 15 centimètres à l'avant et à l'arrière, mais rien n'a été fait avant la fin de la guerre.
Le navire était protégé par une ceinture blindée à la ligne de flottaison, d'une épaisseur de 60 mm au milieu du navire. La tour de commande avait des côtés de 60 mm d'épaisseur, et le pont avait une épaisseur de 20 mm,.

## Histoire du service

### Construction et début de la Première Guerre mondiale
Le Novara a été mis à l'eau au chantier naval Danubius de Fiume le 9 décembre 1912, le dernier membre de sa classe à commencer sa construction. Il a été lancé le 15 février 1913; le navire était encore en cours d'armement lorsque la Première Guerre mondiale a éclaté en juillet 1914. Le navire a été achevé le 10 janvier 1915 et mis en service dans la marine austro-hongroise. Le commandant de la flotte austro-hongroise, l'amiral Anton Haus, a adopté une stratégie prudente pour préserver sa flotte, car il était dépassé par les flottes anglo-françaises en Méditerranée, et l'attitude de l'Italie, ancien allié de l'Autriche-Hongrie, restait inconnue. Haus a décidé que le meilleur plan d'action serait d'agir comme une flotte de dissuasion, qui immobiliserait les forces navales alliées, tandis que les torpilleurs, les mines et les raids avec des croiseurs rapides comme la classe Novara pourraient être utilisés pour réduire la supériorité numérique des flottes ennemies avant qu'une bataille décisive puisse être livrée.
En mars, après le début de la campagne britannique des Dardanelles contre l'Empire ottoman, l'Allemagne commence à faire pression sur l'Autriche-Hongrie pour qu'elle aide son allié ; Haus envisage d'envoyer le Novara avec une cargaison de munitions. Haus a finalement décidé que l'opération était trop risquée pour ce qui aurait été un gain minime, car le navire n'aurait pas été en mesure de transporter une quantité particulièrement importante. Le 2 mai, le Novara a remorqué le U-boot allemand UB-8 de Pola hors de la mer Adriatique. Ils ont échappé aux patrouilles françaises jusqu'au 6 mai, au large de Céphalonie, ils ont été repérés par un navire français. Le Novara a coupé la remorque et a filé vers le nord, tandis que le UB-8 s'immergeait et échappait à la patrouille française. Après la déclaration de guerre de l'Italie contre les Puissances centrales le 23 mai, toute la flotte austro-hongroise est sortie pour bombarder des cibles côtières italiennes. Le Novara participe à l'opération ; avec un destroyer et deux torpilleurs, il bombarde Porto Corsini près de Ravenne. Les tirs défensifs des canons côtiers italiens ont tué six hommes à bord du Novara.
À la fin de l'année, le haut commandement austro-hongrois a décidé de commencer à attaquer les cargaisons d'approvisionnement de l'Entente envoyées en Serbie via l'Albanie. Le premier de ces raids, mené par les navires-jumeaux de Novara, le Saida et le Helgoland, a eu lieu dans la nuit du 22 au 23 novembre. Le commandant de la flotte austro-hongroise, l'amiral Haus, a transféré le Novara, le Helgoland et six destroyers à Cattaro à la fin du mois pour faciliter d'autres attaques. Le 5 décembre, le Novara, quatre destroyers et trois torpilleurs attaquent les voies de navigation et coulent trois navires de transport et de nombreux bateaux de pêche. Sur le chemin du retour vers Cattaro, ils repèrent le sous-marin français Fresnel, qui s'est échoué à l'embouchure de la rivière Bojana. Le Novara et les autres navires font prisonniers l'équipage et détruisent le sous-marin.
Le 29 décembre, le Novara, le croiseur Admiral Spaun et l'ancien navire de défense côtière Budapest sont sortis pour soutenir le Helgoland et six destroyers après qu'ils ont rencontré un champ de mines, qui a coulé un destroyer et gravement endommagé un autre. Le Novara et les autres navires n'ont pas atteint la flottille du Helgoland avant de pouvoir se désengager des navires de guerre italiens qui les poursuivaient. Le 29 janvier 1916, le Novara et deux destroyers ont entrepris un autre raid, cette fois sur le port de Durrës. En cours de route, les deux destroyers sont entrés en collision et ont dû rentrer au port, ne laissant que le Novara pour mener l'attaque. En atteignant la cible, il a rencontré le croiseur protégé italien Puglia et un destroyer français. Après un court engagement, le Novara a rompu l'action et a battu en retraite, puisque l'élément de surprise n'était plus disponible. Le capitaine (Linienschiffskapitän) Miklós Horthy, qui commandait le Novara à l'époque, a lancé une attaque sur le barrage d'Otrante le 9 juillet. Le Novara coule deux harenguiers, en endommage deux autres et capture neuf marins britanniques.

### Bataille du détroit d'Otrante

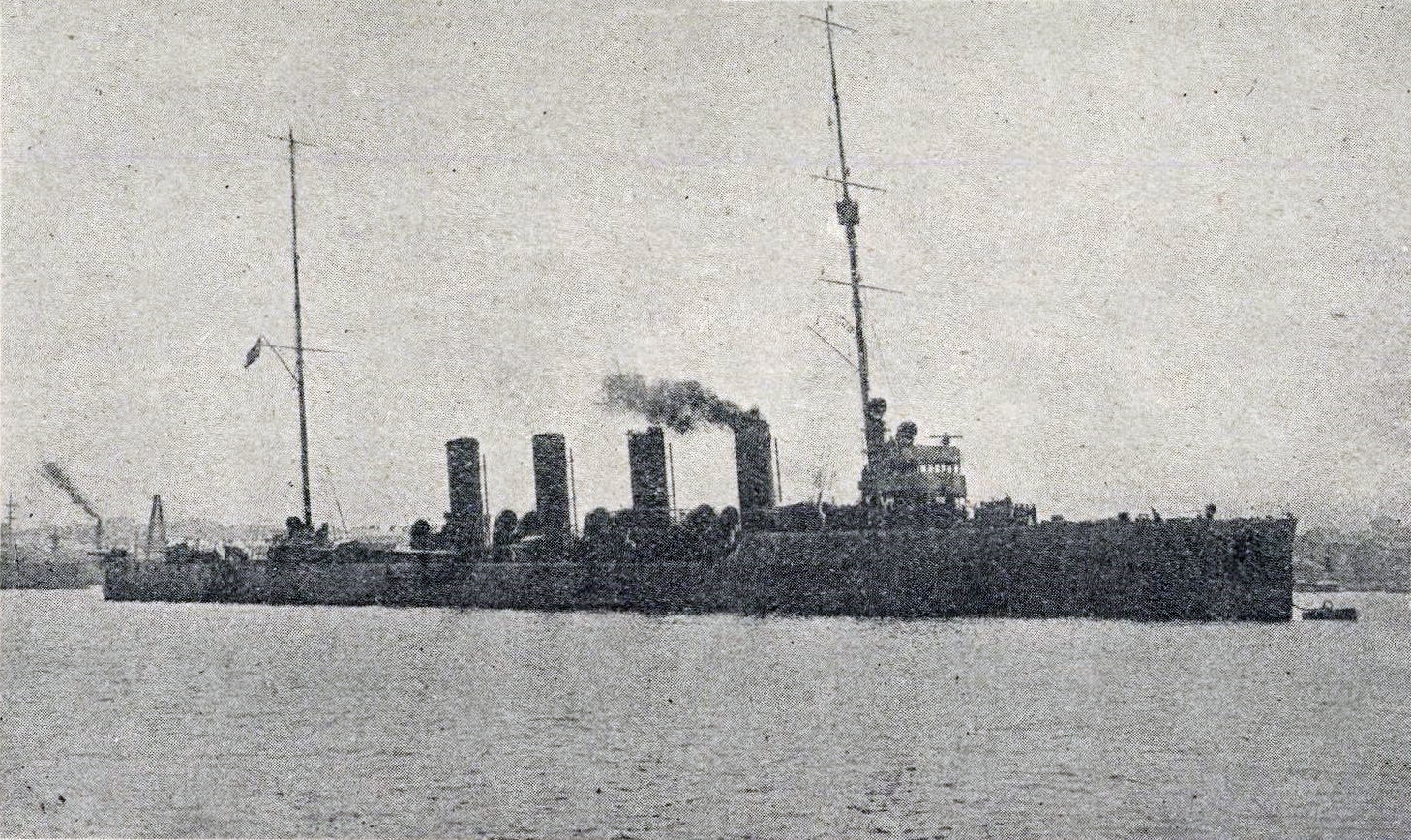
Le Novara en action avec les croiseurs britanniques

En février 1917, Horthy commence les préparatifs d'un grand raid sur les dériveurs ; il prévoit d'utiliser le Novara et ses deux navires-jumeaux, qu'il modifie pour qu'ils ressemblent à de grands destroyers britanniques en coupant leurs mâts principaux. Chacun des navires a également reçu un canon anti-aérien de 7 cm, et leurs moteurs ont été soigneusement nettoyés et réparés. Pendant les préparatifs, fin avril et début mai, des destroyers ont effectué plusieurs balayages vers la côte albanaise afin de reconnaître les défenses de l'Entente dans la région, mais ils n'en ont trouvé aucune. Le 13 mai, le "Konteradmiral" (contre-amiral) Alexander Hansa a donné l'ordre de commencer l'opération le lendemain matin. Les trois croiseurs ont navigué vers le sud jusqu'à la ligne des harenguiers , arrivant après la tombée de la nuit ; au même moment, deux destroyers, le Balaton et le Csepel, ont monté une attaque de diversion au large de l'Albanie. Vers 3h30 le 15 mai, le Novara et les autres croiseurs ont ouvert le feu sur les harenguiers, en coulant quatorze et en endommageant quatre autres avant d'interrompre l'attaque et de se retirer, espérant revenir au port avant que les forces de l'Entente ne puissent réagir.
À 6h45, les croiseurs britanniques HMS Dartmouth et Bristol et cinq destroyers italiens sont sortis pour intercepter le Novara, le Helgoland et le Saida. À 9h00, les croiseurs britanniques plus rapides avaient rattrapé les navires austro-hongrois et les deux parties ont demandé des renforts; une flottille centrée sur le croiseur blindé Sankt Georg a été envoyée pour aider les croiseurs de Horthy. Le Dartmouth a ouvert le feu en premier et a touché le Novara, et les trois croiseurs austro-hongrois ont mis en place des écrans de fumée et ont fait demi-tour vers leurs poursuivants, touchant plusieurs fois le Dartmouth. Le Novara est touché à plusieurs reprises, ses pompes d'alimentation principales et sa conduite de vapeur auxiliaire tribord sont endommagées, ce qui fait que le navire commence à perdre de la vitesse. Horthy est lui aussi gravement blessé, mais il reste aux commandes. À 11h05, le commandant de l'Entente, l'amiral Alfredo Acton, fait demi-tour pour tenter de séparer le Saida du Novara et du Helgoland. À ce moment-là, le Sankt Georg s'approchait de la scène, ce qui a incité Acton à se retirer temporairement pour consolider ses forces. Cette pause dans l'action a laissé suffisamment de temps aux Austro-Hongrois pour sauver le Novara en panne; le Saida a pris le navire en remorque pendant que le Helgoland les couvrait,.
Ignorant que le Novara avait été mis hors service et craignant que ses navires ne soient attirés trop près de la base navale autrichienne de Cattaro, Acton interrompt la poursuite. Le destroyer Giovanni Acerbi a mal interprété le signal et a tenté de lancer une attaque à la torpille, mais il a été repoussé par les tirs combinés du Novara, Saida et Helgoland. À 12h05, Acton se rend compte de la situation critique dans laquelle se trouve le Novara, mais à ce moment-là, le groupe Sankt Georg est trop proche et a pris rendez-vous avec le Novara, le Saida et le Helgoland. le Csepel et le Balaton sont également arrivés sur les lieux. Le groupe entier est retourné ensemble à Cattaro.

### La fin de la guerre
Au début de 1918, les longues périodes d'inactivité avaient commencé à épuiser les équipages de plusieurs navires de guerre à Cattaro, principalement ceux des croiseurs blindés peu utilisés. Le 1er février, la mutinerie de Cattaro a éclaté, en commençant à bord du Sankt Georg. Ils ont ensuite rapidement pris le contrôle du croiseur Kaiser Karl VI et de la plupart des autres navires de guerre importants dans le port. Les équipages du Novara et du Helgoland ont résisté à la mutinerie, ces derniers préparant les torpilles de leur navire, mais les artilleurs du Sankt Georg ont pointé leurs canons de 24 cm sur le Helgoland, ce qui les a convaincus de reculer. Le commandant du Novara, le prince Johann de Liechtenstein, a d'abord refusé de permettre à un groupe de rebelles de monter à bord de son navire, mais après que le Kaiser Karl VI ait pointé ses canons sur le Novara, il a cédé et a permis à l'équipage d'arborer un drapeau rouge en soutien à la mutinerie. Liechtenstein et Erich von Heyssler, le commandant du Helgoland, ont comploté pendant la nuit sur la façon de sortir leurs navires, leurs équipages s'étant abstenus de soutenir activement les rebelles.
Le jour suivant, de nombreux navires mutinés ont abandonné l'effort et ont rejoint les forces loyalistes dans le port intérieur après que les batteries côtières aient ouvert le feu sur le navire de garde rebelle Kronprinz Erzherzog Rudolf. Liechtenstein déchire le drapeau rouge avant d'ordonner à son navire de s'enfuir dans le port intérieur; ils sont rejoints par les autres croiseurs éclaireurs et la plupart des torpilleurs, suivis par plusieurs autres grands navires. Là, ils ont été protégés par des batteries côtières qui s'opposaient à la rébellion. En fin de journée, seuls les hommes à bord du Sankt Georg et une poignée de destroyers et de torpilleurs restaient en rébellion. Le lendemain matin, les cuirassés de classe Erzherzog Karl sont arrivés de Pola et ont réprimé le soulèvement,.
Le 3 novembre 1918, le gouvernement austro-hongrois signe l'armistice de Villa Giusti avec l'Italie, mettant fin à leur participation au conflit. Après l'armistice, toute la flotte austro-hongroise est transférée dans le royaume de Yougoslavie nouvellement formée.

### Service français
En 1920, aux termes du traité de Saint-Germain-en-Laye, le Novara et le reste de la flotte sont remis aux puissances alliées en tant que prise de guerre; le Novara est attribué à la France dans le cadre de la répartition des navires d'après-guerre. Il prend l'eau dans l'Adriatique et fait escale à Brindisi, en Italie, où il coule le 29 janvier 1920. Il est renfloué au début d'avril 1920. Le navire est rebaptisé Thionville et incorporé à la flotte française après réparation. Le Thionville est affecté à l'école de torpilles pour servir de navire-école, rôle qu'il remplit jusqu'au 1er mai 1932. Le navire est ensuite désarmé et transformé en navire-caserne basé à Toulon. Il y reste jusqu'en 1941, date à laquelle il est démoli pour la ferraille.